# Liste der geschützten Landschaftsbestandteile im Landkreis Roth
Im Landkreis Roth gab es im Juni 2023 vier ausgewiesene geschützte Landschaftsbestandteile.
| Hochufer der Rednitz                           | BW | 2, LB-01069 | Georgensgmünd, Roth Hochufer in seiner natürlichen Geländemodellierung. | ⊙ | 12,65 | 17. Jan. 1977 |
| Heinrichsgraben                                |    | 3, LB-01049 | Greding Bachlauf mit terrassenförmigen Kalktuffkaskaden                 | ⊙ | 6,4   | 3. März 1995  |
| Hueber Baggerseen bei Unterrödel               | BW | LB-01210    | Hilpoltstein                                                            | ⊙ | 51    | 11. Apr. 2005 |
| Massendorfer Schlucht                          |    | LB-01673    | Spalt                                                                   | ⊙ | 7,1   | 9. Apr. 2015  |
| Legende für Geschützter Landschaftsbestandteil |    |             |                                                                         |   |       |               |